# Бегулов, Миннигул Султанович
Миннигул Султанович Бегулов (в Указе от 09.08.1958 — Бигулов; 20 октября 1928, деревня Канакаево, ныне в Ишимбайском районе Республики Башкортостан — 6 января 1973) — бригадир каменщиков строительного управления № 2 треста «Башнефтезаводстрой» Башкирского совнархоза, Герой Социалистического Труда (1958). Депутат Верховного Совета Башкирской АССР шестого созыва (1963—1967). Делегат XXII съезда КПСС от БАССР.
Жил в городе Уфе.

## Образование
Из башкир-крестьян. Окончил сельскую школу.
В сентябре 1947 года окончил школу фабрично-заводского обучения в городе Ишимбае.

## Трудовая деятельность
Начал работать в 13 лет, с июля 1941 года в колхозе «Кызыл тан» Макаровского района. С 1947 года — в Уфе, каменщик в строительно-монтажных трестах «Башнефтезаводстрой» и № 21 в городе Черниковск (ныне в черте города Уфа). В январе 1958 года назначен бригадиром каменщиков комплексной бригады строительного управления № 2 треста «Башнефтезаводстрой».
Бригада М. С. Бегулова ежемесячно выполняла производственные задания на 140—150 %, возводила в Уфе детские сады, больницы, жилые дома, школы и другие объекты. Особо отличилась бригада при строительстве четырёхэтажного здания школы на 920 мест: за 40 дней уложила более 5 тысяч кубометров кирпичей, начав кладку в начале июля, к 1 сентября 1958 г. школу сдала в эксплуатацию.
Его бригада заложила первый фундамент на будущем проспекте Октября Уфы.

## Награды
Указом Президиума Верховного Совета СССР от 9 августа 1958 года за выдающиеся успехи, достигнутые в строительстве и производстве строительных материалов, Бегулову Миннигулу Султановичу присвоено звание Героя Социалистического Труда с вручением ордена Ленина и золотой медали «Серп и Молот».
Награждён орденом Ленина (1958), медалями.